# 杜镜秋
杜镜秋（1918年9月—1999年7月27日），山东省长清县人。中国人民解放军将领，曾任北京军区空军副政委兼政治部主任。

## 生平
1918年生于济南市长清县归德镇小屯村。1933年至1936年，在长清中学初中七级读书。1937年12月参加革命工作。1938年1月加入中国共产党。1949年10月中华人民共和国成立后，任华北防空兵高炮第五一一团政委。1952年4月参加抗美援朝战争，8月任朝鲜铁道高炮指挥所参谋长。1955年授大校军衔。
1953年5月至1982年10月，历任华北防空司令部高炮指挥部司令员、空军高炮第一一〇师师长、北京军区空军司令部副参谋长、北京军区空军高射炮兵指挥部司令员、空军第十军副政委、空军第六军政委、北京军区空军副政委兼政治部主任。1999年7月27日在北京病逝。

## 荣誉
- 三级独立自由勋章（1955年）
- 三级解放勋章（1955年）
- 解放军独立功勋荣誉章（1988年）